# Psephania malayana
Psephania malayana är en skalbaggsart som först beskrevs av Cenek Podany 1968.  Psephania malayana ingår i släktet Psephania och familjen långhorningar. Inga underarter finns listade i Catalogue of Life.